# NGC 318
NGC 318 is een lensvormig sterrenstelsel in het sterrenbeeld Vissen. NGC 318 staat op ongeveer 219 miljoen lichtjaar van de Aarde.
NGC 318 werd op 19 november 1850 ontdekt door de Ierse astronoom William Parsons.

## Synoniemen
- PGC 3465
- ZWG 501.54
- NPM1G +30.0032